# فيل غولدمان
فيل غولدمان (بالإنجليزية: Phil Goldman)‏ هو شخصية أعمال أمريكي، ولد في 17 يوليو 1964، وتوفي في 26 ديسمبر 2003 بسبب نوبة قلبية.